# Lledoner de Can Llobet
El lledoner de Can Llobet (Celtis australis) és un arbre que es troba a Santa Perpètua de Mogoda (el Vallès Occidental), el qual és l'arbre conegut més gruixut de tot el Vallès Occidental.

## Dades descriptives
- Perímetre del tronc a 1,30 m: 7,52 metres (a 1 m de terra).
- Alçada: 8,8 metres.
- Amplada de la capçada: 8 x 9 metres (amplada mitjana capçada: 8,5 metres).
- Altitud sobre el nivell del mar: 85 metres.[1]

## Aspecte general
És un colós que assoleix la inversemblant xifra de set metres i mig de volta de canó. El seu tronc buit i les arrels que corren per la superfície li donen l'aparença d'un arbre tropical. El seu estat de conservació és bo, però la seua estructura és feble i pot trencar-se amb facilitat per l'embat d'una tempesta.

## Accés
Es troba al costat de la masia de Can Llobet, prop de Torreferrussa. Des de Sabadell seguim la carretera B-140 vers Santa Perpètua de Mogoda. Un quilòmetre abans d'arribar a aquesta població, arribem a una rotonda i tombem a la dreta, en direcció a l'autopista AP-7. De seguida, però, girem a la dreta per enfilar la pista asfaltada que mena al Centre de Recuperació de Rapinyaires de Torreferrussa (rètol). Passem per davant de l'esmentat centre i continuem pista enllà. 100 metres més endavant arribem a un encreuament i continuem per la pista de la dreta. En trobar una nova cruïlla prenem, altra volta, la pista de la dreta. Seguint-la fins al final, arribem a la finca particular de Can Llobet. El lledoner és al pati de la casa, davant de la façana principal, i cal demanar autorització prèvia per poder-lo visitar. Coordenades UTM: 31T X0430186 Y4597633.